# Sven Johansson (högerpolitiker)
Sven Albert Johansson (i riksdagen kallad Johansson i Krogstorp), född 28 december 1875 i Misterhults församling, död 14 februari 1946 i Misterhult, var en svensk hemmansägare och politiker (högern). Han var far till politikern Sven Svensson.
Johansson var ledamot av riksdagens andra kammare 1921 (invald i Kalmar läns norra valkrets) samt 1922-1940 (invald i Kalmar läns valkrets).